# Le Dernier Repas (film, 2024)
Ne doit pas être confondu avec Le Dernier Repas (film, 2006).
Pour plus de détails, voir Fiche technique et Distribution.
Le Dernier Repas est un film québécois réalisé par Maryse Legagneur et sorti en 2024. Il met en vedette Gilbert Laumord, Marie-Evelyne Lessard et Fabrice Yvanoff Sénat.
Inspiré de faits réels, il s'agit du premier long métrage de fiction de la réalisatrice.

## Synopsis
Atteint du cancer de l'estomac, Reynold, ancien prisonnier politique haïtien ayant vécu la dictature duvaliériste, souhaite partager ses derniers repas avec sa fille Vanessa qu'il n'a pas vue depuis 20 ans. Chaque repas est constitué d'un mets traditionnel haïtien et évoque un moment du passé sur l'île.

## Fiche technique
Sources : IMDb et Films du Québec
- Titre original : Le Dernier Repas
- Réalisation : Maryse Legagneur
- Scénario : Maryse Legagneur et Luis Molinié
- Musique : Jenny Salgado
- Conception artistique : Caroline Adler
- Costumes : Catherine Guyot-Sionnest
- Maquillage : Katherine Feliz
- Coiffure : Mathieu Beauséjour
- Photographie : Mathieu Laverdière (en)
- Son : Yann Cleary, Simon Gervais, Stéphane Bergeron
- Montage : Myriam Magassouba (en)
- Production : Bernadette Payeur et François Bonneau
- Société de production : Association coopérative de productions audio-visuelles (ACPAV)
- Sociétés de distribution : Maison 4:3
- Pays de production :  Canada
- Langues originales : français, créole haïtien
- Format : couleur — 1,85:1
- Genre : drame
- Durée : 111 minutes
- Dates de sortie :
  - Canada : 
    - 15 septembre 2024 (première en conclusion de la 13e édition du Festival de cinéma de la ville de Québec)[2]
    - 27 septembre 2024 (sortie en salle au Québec)
- Classification :
  - Québec : 13 ans et plus[3]

## Distribution
- Gilbert Laumord : Reynold Célestin
- Marie-Evelyne Lessard : Vanessa, fille de Reynold
- Fabrice Yvanoff Sénat : Reynold jeune
- Mireille Métellus : tati Dado
- Jean Jean : Zorro
- Vincent D'Arbouze : Tonton Macoute
- Ralph Prosper : Émilien
- Natalie Tannous : Chafika Bashar, infirmière
- Joseph Bellerose : abbé Gilles
- Xiaodan He : caissière de la boutique de cadeaux
- Gastner Legerme : Lionel
- Adrien Lacroix : colonel Pierre
- Wood Barthelemy : Edmond
- Eva Dortélus : Bettina
- David Bélizaire : Fanfan
- Elvire Desormes : mami Zèt
- Anglesh Major : Vladimir

## Distinctions

### Récompenses
- 2024 :
  - Festival de cinéma de la ville de Québec, 13e édition, Grand Prix FCVQ[4]
  - Festival international du film black de Montréal, 20e édition, Meilleur long métrage de fiction[5]

## Production
Le tournage se déroule du 13 janvier 2023 au 28 mars 2023 à Montréal et à Saint-Domingue en République dominicaine.